# Maserpfuhl
Maserpfuhl – jezioro w południowo-wschodniej części Frankfurtu nad Odrą, w dzielnicy Güldendorf. Jego powierzchnia wynosi 2,93 ha.